# Partido Conservador Popular (Polonia)
El Partido Conservador-Popular (en polaco: Stronnictwo Konserwatywno-Ludowe, SKL) fue un partido político de Polonia de la derecha conservadora. Fue fundado en enero de 1997.

## La historia del SKL
El partido estaba formado por Artur Balazs, Aleksander Halla y Jan Rokita. En 1997 se acercó a la Acción Electoral Solidaridad (Akcja Wyborcza Solidarność). El 18 de marzo del 2001 salió de la Solidaridad-Alianza Democrática de la Derecha y durante las elecciones generales en Polonia en 2001 partió con la Plataforma Cívica (Platforma Obywatelska). Después de las elecciones la mayor parte de sus miembros se acercaron a la Plataforma Cívica. El resto de los miembros del Partido Conservador-Popular fundó el Partido Conservador-Popular - Movimiento Polonia Nueva (Stronnictwo Konserwatywno-Ludowe-Ruch Nowej Polski).

## Los presidentes del SKL
Jacek Janiszewski (1997-1998) 

Mirosław Styczeń (1998-2000)

Jan Rokita (2000-2001)

Artur Balazs (2001-2005)

- Datos: Q3366252